# Святошино (железнодорожная станция)
Свято́шино (укр. Свято́шин) — узловая грузопассажирская станция Киевского железнодорожного узла на линии Киев — Коростень Юго-Западной железной дороги. Расположена на стыке Берестейского проспекта и улиц Святошинской и Василия Степанченко. Станция находится между станцией Борщаговка (расстояние — 2,5 км) и остановочным пунктом Новобеличи. От станции отходит соединительная ветка на  Северное железнодорожное полукольцо Киева.
Станция появилась около 1900—1902 года во время строительства участка железной дороги Киев — Ковель. Сохранилось здание вокзала станции, построенного в те же годы (подобные здания сохранились на станциях Беличи, Ирпень и Клавдиево). В 1959 году станция одновременно с линией Киев-Волынский — Ворзель была электрифицирована. В начале 2000-х годов островную платформу станции частично реконструировали, была проведена реконструкция путевого хозяйства станции. В 2007 году было реконструировано старое здание вокзала, которое уже давно используется только для служебных целей.

## Изображения

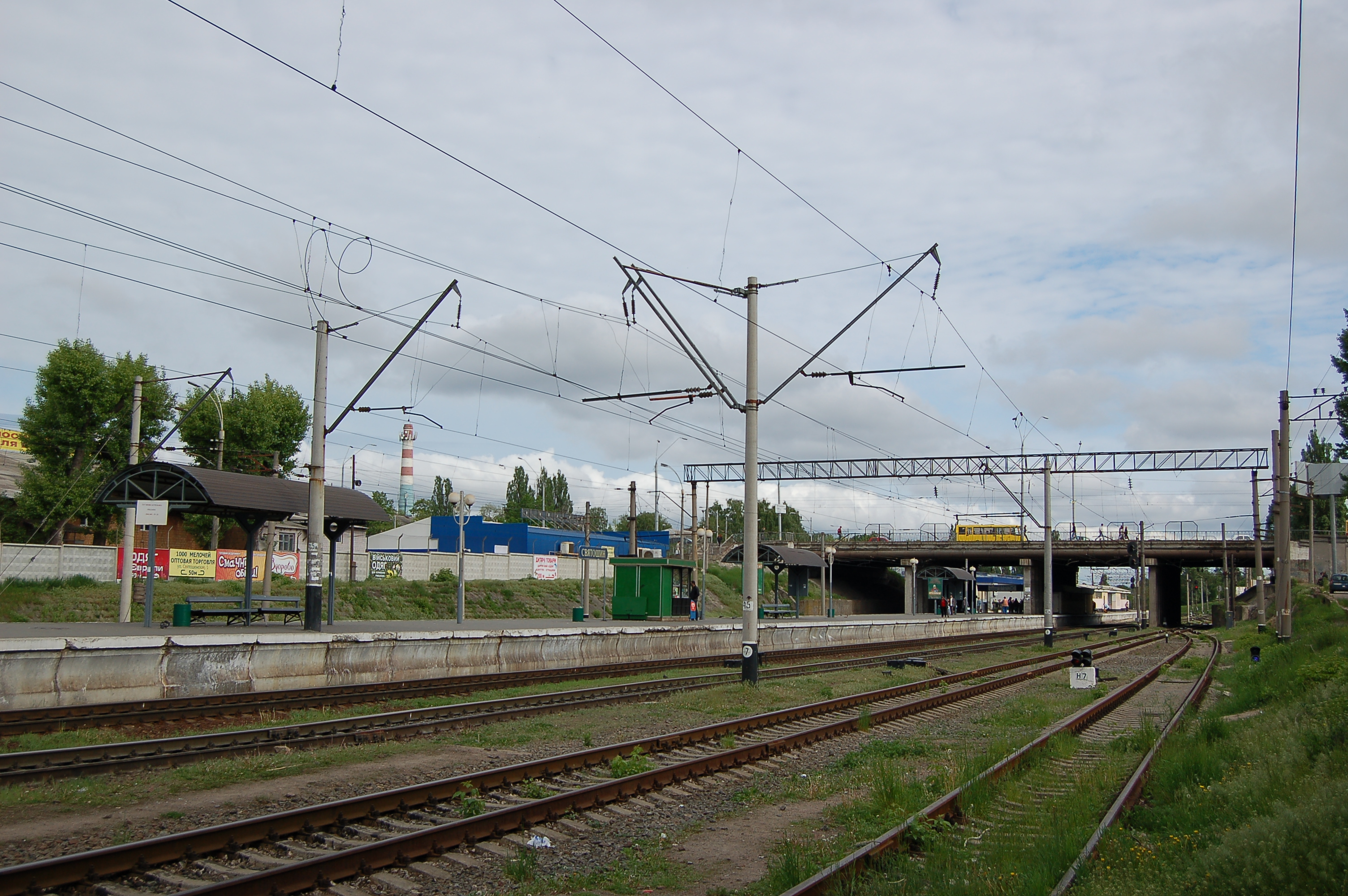
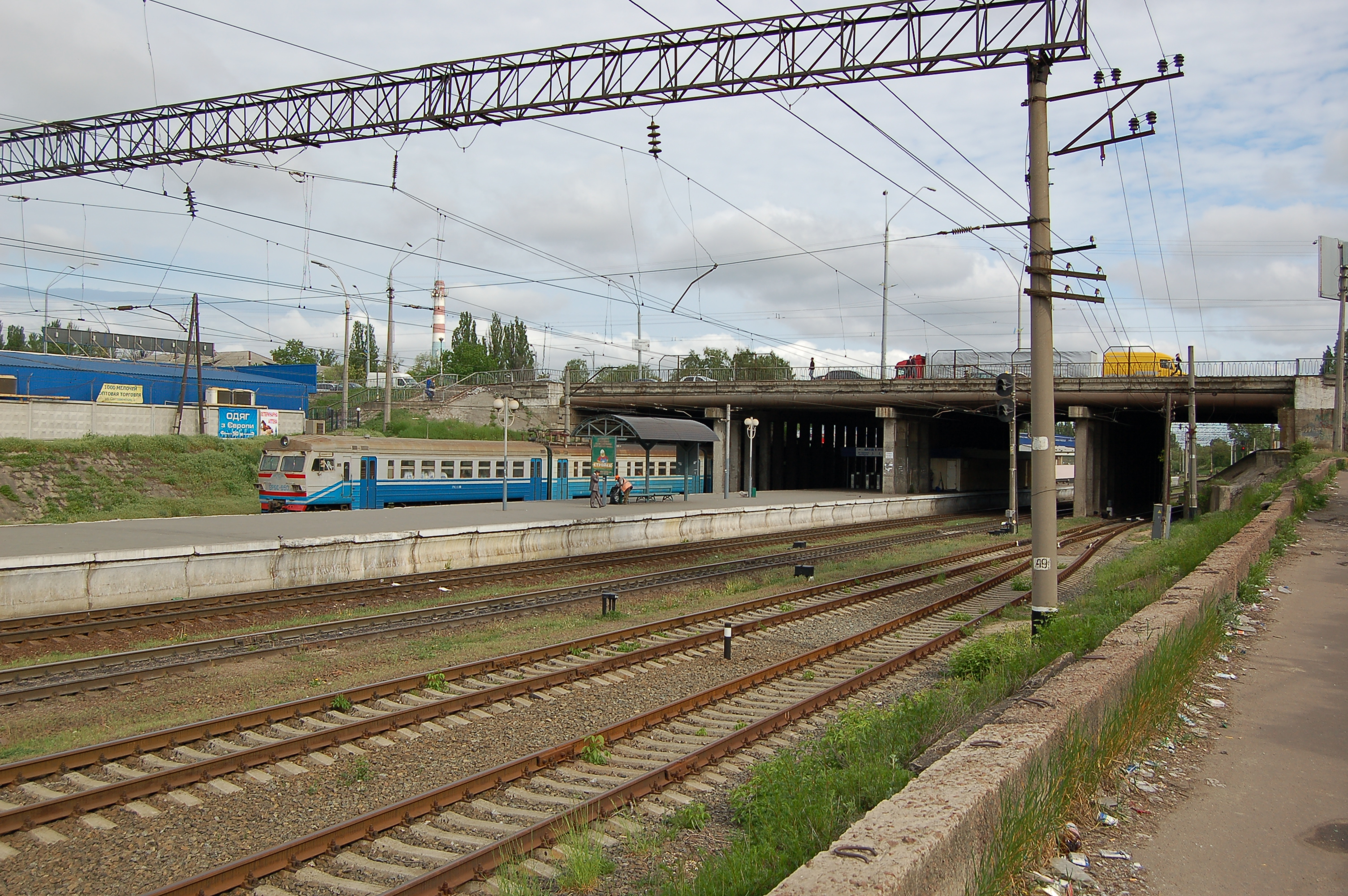
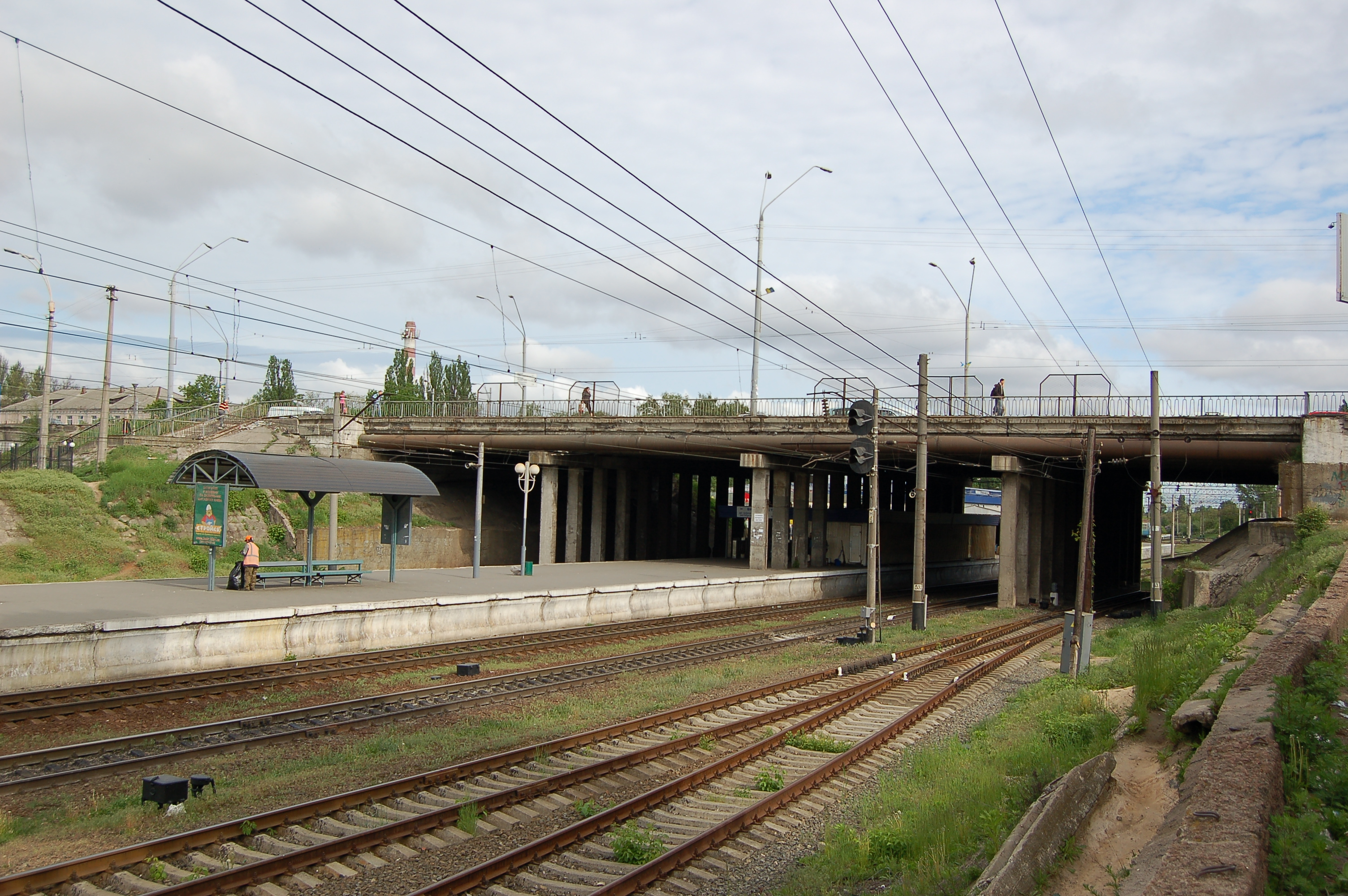
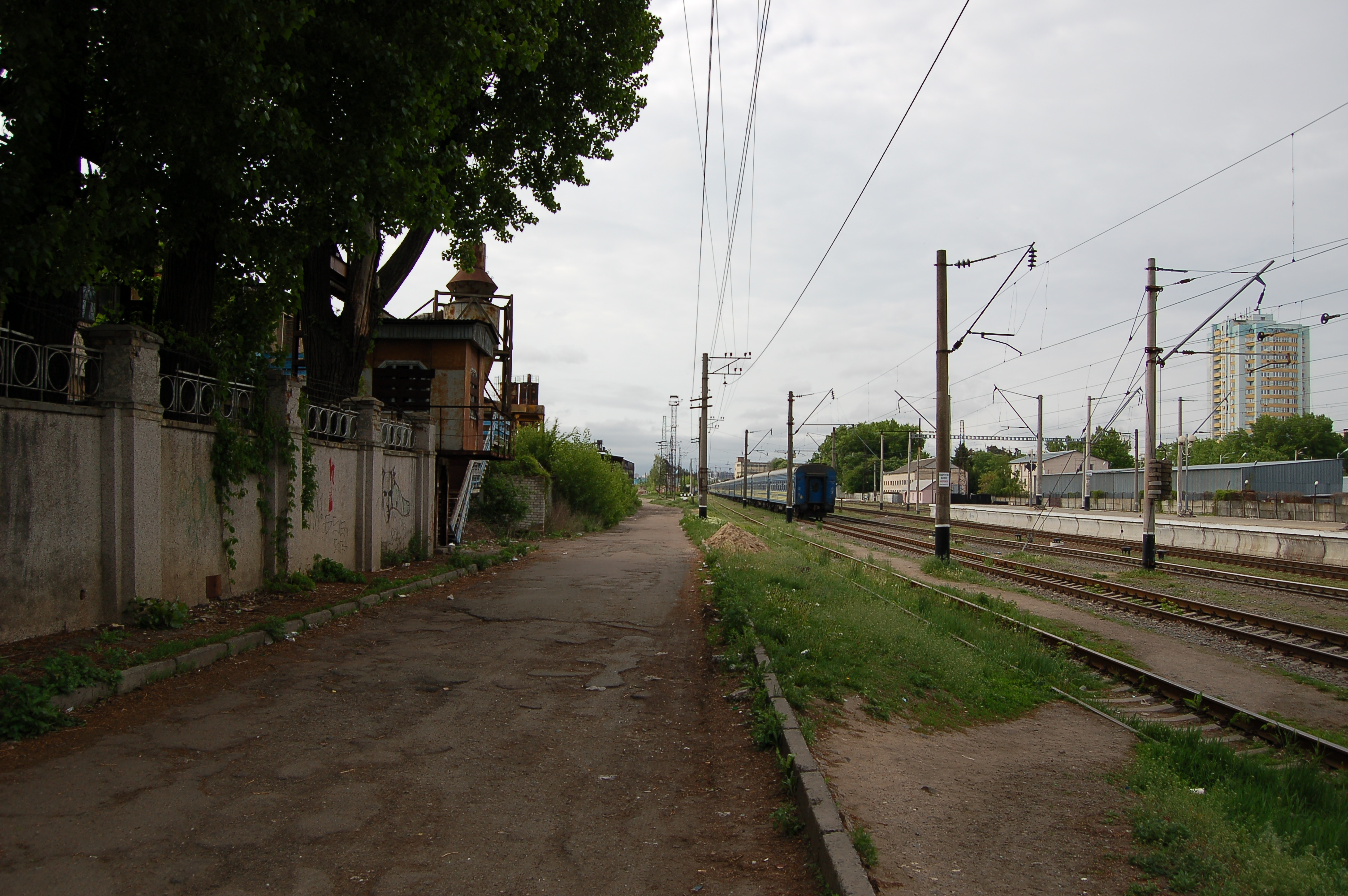
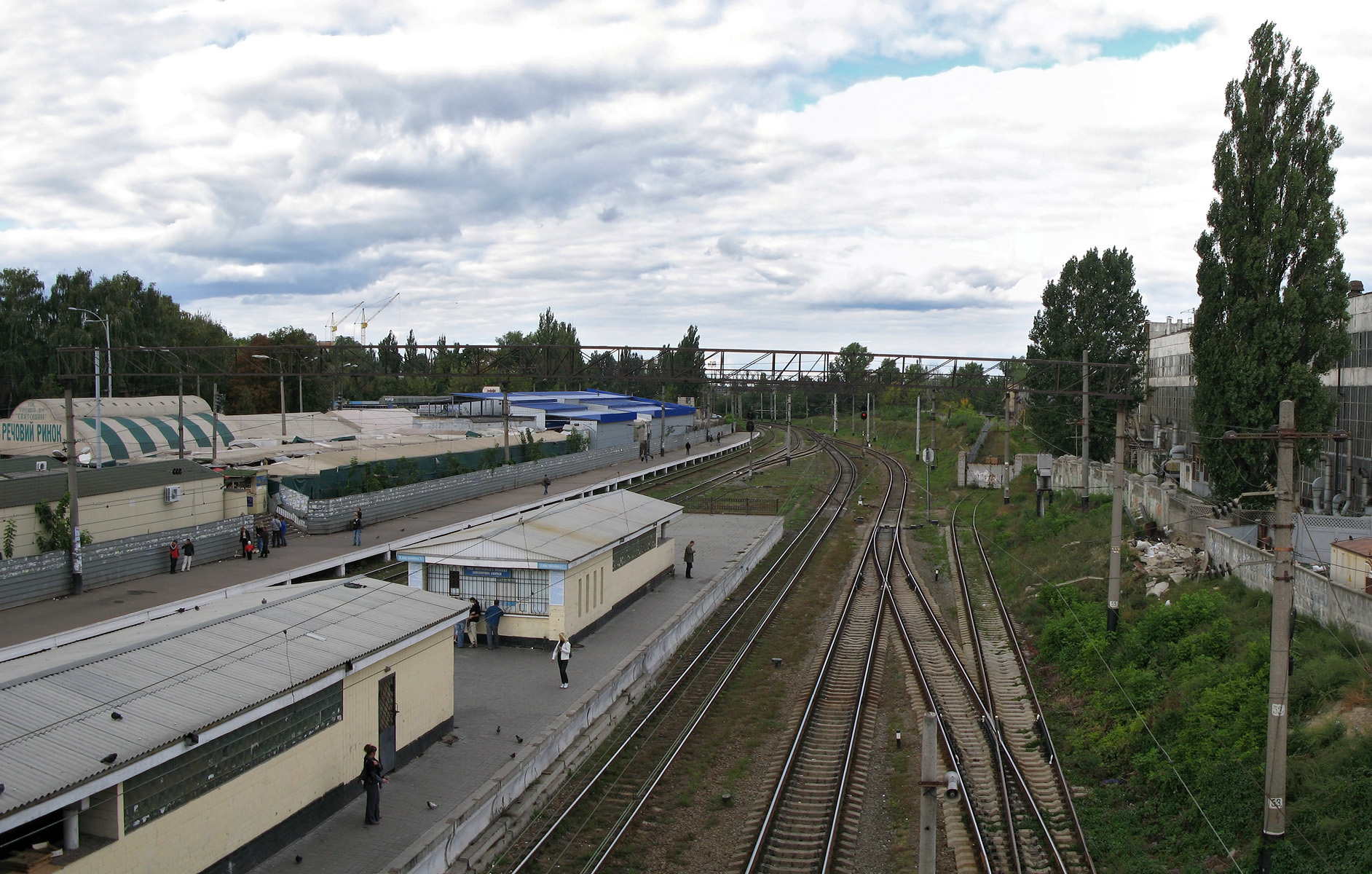